# هربرت دوبيجين
السير هربرت لايارد دوبيجين (26 كانون الأول 1880 - 24 أيار 1966) كان المفتش العام الثامن لشرطة الاستعمار البريطاني في سيلان من عام 1913 إلى عام 1937، وهي أطول فترة قضاها مفتش عام للشرطة (IGP). أُطلق عليه لقب "أبو الشرطة الاستعمارية". ومُنح لقب فارس في عام 1931.

## المقدمات
كان دووبيجين هو الطفل السادس للقس ريتشارد توماس دووبيجين وأمه هي لايتيتيا آنا لايارد. كان والده قد ترجم الكتاب المقدس إلى اللغة السنهالية، وولد شقيقه الأصغر هيو بلاكويل لايارد دوبيجين في سيلان. كان جده لأمه هو السير تشارلز بيتر لايارد، وَكيل الحكومة في المقاطعة الغربية (الذي سمي شارع لايارد برودواي في كولومبو باسمه)، وهو نفسه حفيد جوالتيروس مويارت، مدير جافنا تحت إدارة شركة الهند الشرقية الهولندية المتحدة. كان قريبًا للسير هنري أوستن لايارد من نينوى المشهورة وعالم الطبيعة إدغار ليوبولد لايارد.

## قوة شرطة سيلان
تلقى دووبيجين تعليمه في مدرسة ميرشانت تايلورز وانضم إلى قوة شرطة سيلان في عام 1901. أصبح مفتشًا عامًا في عام 1913. خلال فترة تولي دووبيجين منصبه في سريلانكا، تم تعزيز قوة القوة بشكل كبير، كما تم إنشاء منصبي نائبين للمفتشين العامين. أشرف على توسيع القوة: زاد عدد مراكز الشرطة، بحيث بلغ عددها بحلول عام 1916 138 مركزًا في جميع أنحاء الجزيرة.
كما قام بتحديث القوة، من خلال إدخال تقنيات جديدة للتحقيق مثل بصمات الأصابع والتصوير الفوتوغرافي وتحسين شبكة الاتصالات الخاصة بالشرطة، فضلًا عن زيادة قدرة القوة على الحركة. وأصبح تحليل تقارير الجرائم أكثر منهجية. اشترى الأرض الواقعة في شارع هافلوك، كولومبو، والتي يقع عليها مقر الشرطة وملاعب "حديقة الشرطة".
كان ذلك في وقت مبكر من فترة ولايته عندما سُجن هـ. هـ. إنجيلبريشت، أحد أعضاء الشتات الأفريكاني الذي عمل كضابط للحياة البرية في يالا، ظُلمًا في عام 1914 بتهمة توريد اللحوم إلى الطراد الخفيف الألماني لبارجة إس إم إس إمدن.
في مواجهة أعمال الشغب التي اندلعت عام 1915 بين البوذيين السنهاليين ومسلمي سيلان، أذن باستخدام تدابير قاسية، بما في ذلك الإعدام بإجراءات موجزة، والجلد، والسجن. تم القبض على الزعيم السنهالي أناجاريكا دارمابالا وتم كسر ساقيه أثناء احتجازه لدى الشرطة. كما تم القبض على شقيقيه الأصغر، الدكتور تشارلز ألويس هيوافيثارانا وإدموند هيوافيتارني. حُكم على الأخير لاحقًا، فيما وصفه السياسي الليبرالي البريطاني فيليب موريل بأنه إجهاض للعدالة، بالسجن مدى الحياة في سجن جافنا، حيث توفي في 19 تشرين الثاني 1915 بسبب الحمى المعوية، بسبب الظروف غير الصحية ونقص الرعاية الطبية اللازمة داخل السجن. تحدى إي دبليو بيريرا، وهو محام من كوتي، البحار المليئة بالألغام والغواصات (وكذلك الشرطة) برفقة جورج إي دي سيلفا لحمل نصب تذكاري سري بدأه وصاغه السير جيمس بيريس في باطن حذائه إلى وزير الدولة للمستعمرات، داعيًا إلى إلغاء الأحكام العرفية ووصف الفظائع التي يُزعم أن الشرطة بقيادة دوبيجين ارتكبتها.

### فلسطين
في يناير/كانون الثاني 1930، أُرسل دوبيجين إلى فلسطين لتقديم المشورة بشأن إعادة تنظيم قوة شرطة فلسطين، لإيقاف الثورات المتتالية على السياسات البريطانية والهجرات اليهودية، وقُدِّم تقريره في مايو/أيار. كانت الوثيقة سرية للغاية، وكان من المستحيل نشرها آنذاك. وبناء على نصيحته، عُززَت أقسام الشرطة البريطانية في فلسطين، ووُزعَت بحيث لا تبقى أي مستوطنة يهودية مهمة أو مجموعة من المزارع اليهودية دون مفرزة، مع إمكانية الوصول إلى مستودعات الأسلحة المختومة والمزودة بمدافع جرينر. زُودَت كل مستعمرة بهاتف وحُسِّنَت شبكة الطرق لمنح الشرطة قدرة أكبر على الحركة.
والأهم من ذلك أقدم داوبيجين على تنظيم قوة الشرطة الاستعمارية في فلسطين كقوة مدنية، وعسكرية، فمثلًا نشر العديد من مراكز الشرطة في المناطق الريفية، استنادًا إلى تجربته في سريلانكا. وقد أوصى خليفته، تشارلز تيغارت، المفوض السابق لشرطة كلكتا، ببناء مراكز شرطة شديدة التحصين على الطراز العسكري، والتي يطلق عليها "حصون تيغارت"، في المناطق العربية، لقمع أي تحرك لهم مباشرةً.

## التقاعد
وفي عام 1937 تقاعد من الخدمة. نُظِّمَ اجتماعٌ عامٌ في العاشر من يناير/كانون الثاني من لجنةٍ ضمَّت مارك أنتوني بريسجيردل من حزب لانكا ساما ساماجا ، لإدانة "السجلِّ الدموي" لدووبيجين بصفته المفتش العام للشرطة في سيلان، ولإحياء ذكرى "ضحايا وحشية الشرطة والإرهاب في عام 1915"، ولإدانة "خيانة الأمة السيلانية من السير بارون جاياتيلاكا ... في محاولته تعريف الأمة بتقدير خدمات السير دووبيجين". ترأس الاجتماعَ جورج إي. دي سيلفا، وكان إيه إي جونيسينا، زعيم حزب العمال السيلاني، متحدثًا ضيفًا. حضر الاجتماع الذي عقد في جالي فيس جرين عشرة آلاف شخص. توفي في سوفولك، في إنجلترا، في 24 أيار 1966.

## طالع أيضًا
- تشارلز تيغارت، شرطي الاستعمار البريطاني

## قراءة إضافية
- "السير هنري دوبيجين". مجلة الشرطة: مراجعة لقوات الشرطة في الكومنولث البريطاني، المجلد. XXXIX رقم 1 (يناير 1966): 328. (بالإنجليزية: "Sir Henry Dowbiggin."  The Police Journal: A Review for the Police Forces of the British Commonwealth of Nations  Vol. XXXIX No. 1 (January 1966): 328.)

قالب:S-civ
| سبقه إيفور إدورد ديفيد | مفتش الشرطة السيلانكية 1913–1937 | تبعه فييليب نورتون بنكس |